# Alexis Sosa
Alexis Sosa (Burzaco, Buenos Aires, Argentina, 22 de julio de 1999) es un futbolista argentino que se desempeña como marcador central en el Club Ferro Carril Oeste de la Primera B Nacional de Argentina.

## Trayectoria

### Banfield
Se incorporó a Banfield con edad de novena división, pero recién fue fichado para octava división, donde rápidamente se afianzó como titular y figura de su categoría, en 2015 se lució en la Séptima División. En diciembre de ese año formó parte de la delegación banfileña que viajó a Santiago de Chile para participar de la Copa UC Sub-17, tradicional certamen que organiza la Universidad Católica todos los años. En esa experiencia internacional, Sosa fue uno de los valores más altos del equipo, lo que le valió pasar a Reserva en el primer semestre del año. Durante el primer semestre de 2016 su permanencia en la Reserva fue una constante. Firma su primer contrato el 27 de agosto del 2016 por tres años. Su debut como profesional se produce a los 19 años en el Campeonato de Primera División 2016/17, arrancando como titular en la segunda fecha contra Colón de Santa Fe el 10 de septiembre del 2016, completando los 90 minutos y sin marcar goles ni recibir tarjetas. Este fue el único partido que jugó en dicho campeonato siendo que fue convocado dos veces al banco sin ingresar ninguna de las dos.
En la siguiente temporada siguió formando parte del equipo de reserva pero comienza a ser convocado para el banco de suplentes, en total fue convocado en 11 ocasiones, en las que no ingresó en ningún caso. El único partido que jugó en el Campeonato de Primera División 2017/18 fue de titular contra Talleres de Córdoba el 11 de febrero del 2018, disputó los 90 minutos sin convertir goles ni ser amonestado.
En las siguientes dos temporadas forma parte de la reserva y no disputa ningún partido ni es convocado al banco de suplentes, recién de cara a la Copa Diego Armando Maradona volvería a ser tenido en cuenta ya integrando el plantel profesional. Es convocado al banco de suplentes en cinco ocasiones sin ingresar en ninguno de los casos, pero disputa un partido como titula contra San Lorenzo de Almagro el 10 de enero del 2021, completa los 90 minutos sin ser amonestado ni meter goles.
En la Copa de la Liga Profesional 2021 comienza a tener más participación, disputa 6 partidos en toda la copa.
De cara a la Liga Profesional 2021 no consigue afianzarse, disputa solamente 5 partidos siendo que no convierte goles.

### Ferro
A mediados de febrero se confirma su llegada a préstamo sin cargo y con opción de compra para disputar el Campeonato de Primera Nacional 2022 con el club de caballito, siendo el decimotercer refuerzo del plantel, su contrato vence el 31 de diciembre del 2022. Es convocado por primera vez en el partido contra Deportivo Maipú por la fecha N° 2 siendo titular y disputando los 90 minutos. En total llega a disputar 5 partidos en los que no convirtió goles y solo recibió una tarjeta amarilla en 450 minutos disputados.

## Estadísticas
Actualizado al 28 de octubre de 2024

| Banfield Argentina | 1.ª           | 2016-17       | 1  | 0 | 0 | 0 | — | — | 1  | 0 | 0 |
| Banfield Argentina | 1.ª           | 2017-18       | 1  | 0 | 0 | 0 | — | — | 1  | 0 | 0 |
| Banfield Argentina | 1.ª           | 2018-19       | 0  | 0 | 0 | 0 | — | — | 0  | 0 | 0 |
| Banfield Argentina | 1.ª           | 2019-20       | 0  | 0 | 0 | 0 | — | — | 0  | 0 | 0 |
| Banfield Argentina | 1.ª           | 2020          | 0  | 0 | 1 | 0 | — | — | 1  | 0 | 0 |
| Banfield Argentina | 1.ª           | 2021          | 5  | 0 | 6 | 0 | — | — | 11 | 0 | 0 |
| Banfield Argentina | Total         | Total         | 7  | 0 | 6 | 0 | 0 | 0 | 13 | 0 | 0 |
| Ferro Argentina | 2.ª           | 2022          | 5  | 0 | 0 | 0 | — | — | 5  | 0 | 0 |
| Ferro Argentina | Total         | Total         | 5  | 0 | 0 | 0 | 0 | 0 | 5  | 0 | 0 |
| Banfield Argentina | 1.ª           | 2023          | 0  | 0 | 0 | 0 | — | — | 0  | 0 | 0 |
| Banfield Argentina | Total         | Total         | 0  | 0 | 0 | 0 | 0 | 0 | 0  | 0 | 0 |
| Arsenal Argentina | 2.ª           | 2024          | 36 | 2 | 0 | 0 | — | — | 36 | 2 | 0 |
| Arsenal Argentina | Total         | Total         | 36 | 2 | 0 | 0 | 0 | 0 | 36 | 2 | 0 |
| Total carrera | Total carrera | Total carrera | 48 | 2 | 6 | 0 | 0 | 0 | 53 | 3 | 0 |
| (1) La copa nacional se refiere a la Copa Argentina y Supercopa Argentina . (2) La copa internacional se refiere a la Copa Sudamericana, Recopa Sudamericana, Copa Libertadores y Copa Suruga Bank. |               |               |    |   |   |   |   |   |    |   |   |